# Nieuport-Delage Sesquiplan

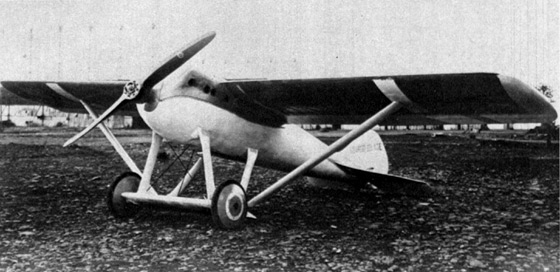
Nieuport-Delage NiD.41 racevliegtuig

De Nieuport-Delage Sesquiplans waren een serie van Franse eendekker racevliegtuigen uit de jaren 1920. Het was het eerste type vliegtuig dat de snelheidsgrens van 200 mph (321,88 km/u) doorbrak. De Sesquiplans werden in kleine series gemaakt. Van de Sesquiplan type NiD.41 zijn er twee exemplaren bekend. De toestellen werden geproduceerd  door de Franse vliegtuigbouwer Nieuport-Delage. De eerste vlucht vond plaats in 1921.

## Ontwerp

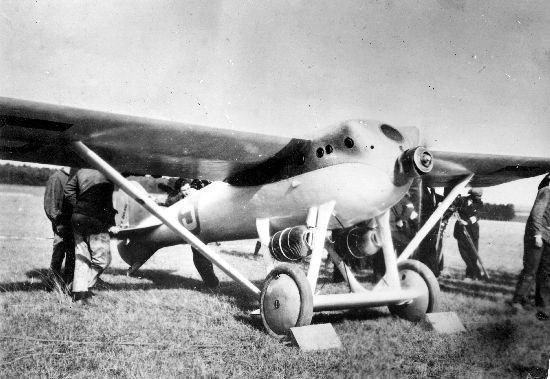
Nieuport-Delage Sesquiplane racer met twee ronde z.g.n. Lamblin radiatoren onder de romp

De NiD 41 was een slank schouderdekker vliegtuig dat was ontwikkeld uit de Nieuport 31 gevechtsjager. De vleugels werden ondersteund door enkelvoudige gestroomlijnde vleugelstijlen. De term ‘Sesquiplan’ kwam voort uit het gegeven dat er een extra vleugel was gemonteerd tussen de twee hoofdwielen van het vaste landingsgestel. Waardoor het een soort ‘sesquiplane’ (anderhalfdekker) was geworden. Het toestel werd voortgedreven door een turbogeladen Hispano Suiza V-8 met waterkoeling.

## Historie
De NiD.41 was de winnaar van de Coupe Deutsch de la Meurthe-competitie van 1921. In de Coupe Deutsch editie van 1922 kampten de twee deelnemende gemodificeerde NiD.41’s met pech en won een Nieuport-Delage NiD 29. In februari 1923 werd een nieuw wereldsnelheidsrecord neergezet van 375 km/u.

## Doorontwikkeling

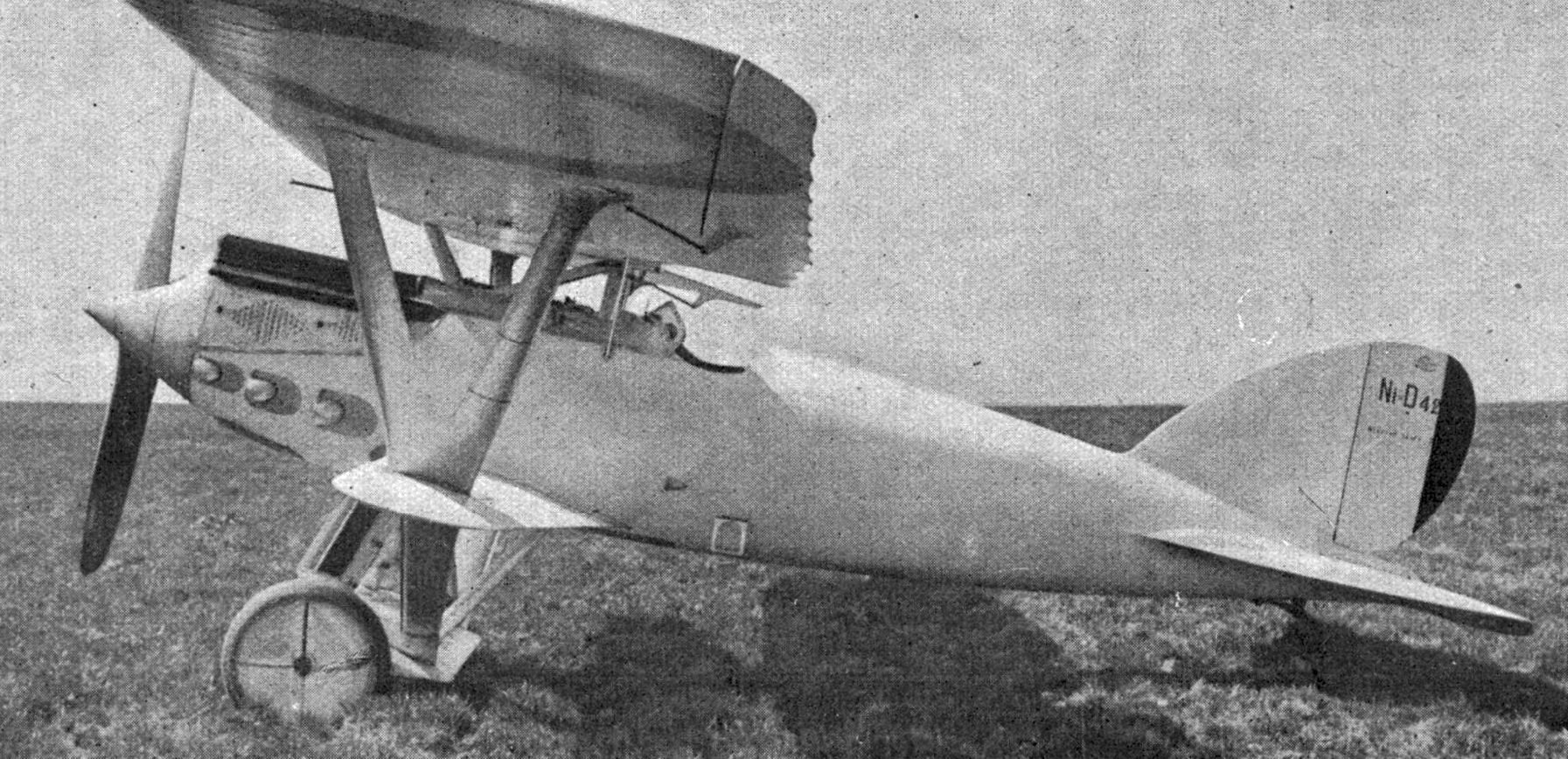
Nieuport Delage NiD.42 jachtvliegtuig, een doorontwikkeling van de NiD.41 racers. L'Aéronautique, december 1926.

Uit de NiD.41 kwam de NiD.42 voort. Dit was een parasol-sesquiplane. De NiD.42 stond aan de basis van een hele serie succesvolle gevechtsvliegtuigen van Nieuport tijdens het interbellum zoals de NiD.52 en NiD.62.

## Specificaties Sesquiplan NiD.41

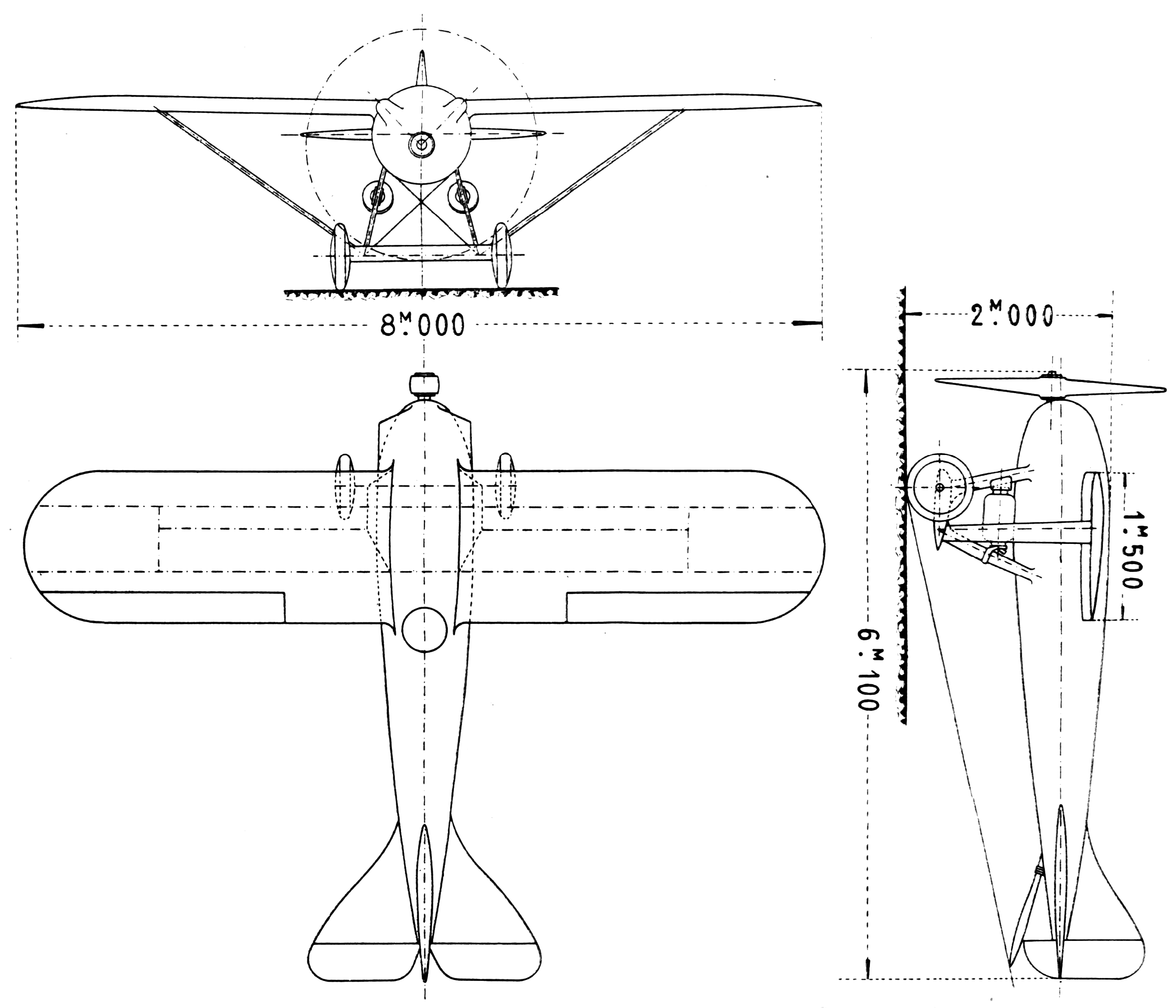
Nieuport Delage Sesquiplan NiD.41. Drie aanzichten - L'Aerophile, September 1921

- Rol: Racevliegtuig gevlogen door vliegenier Eugène W. Gilbert
- Bemanning: 1
- Lengte: 7,8 m
- Spanwijdte: 8,2 m
- Vleugeloppervlak: 12,7 m²
- Maximum gewicht: 1000 kg
- Motor: 1× Hispano Suiza H-3 watergekoelde V-8, 400 pk
- Eerste vlucht: 1921
- Aantal gebouwd: 2

Prestaties
- Maximumsnelheid: 300 km/u of meer
- Vliegbereik: 400 km